# Enskede Gård

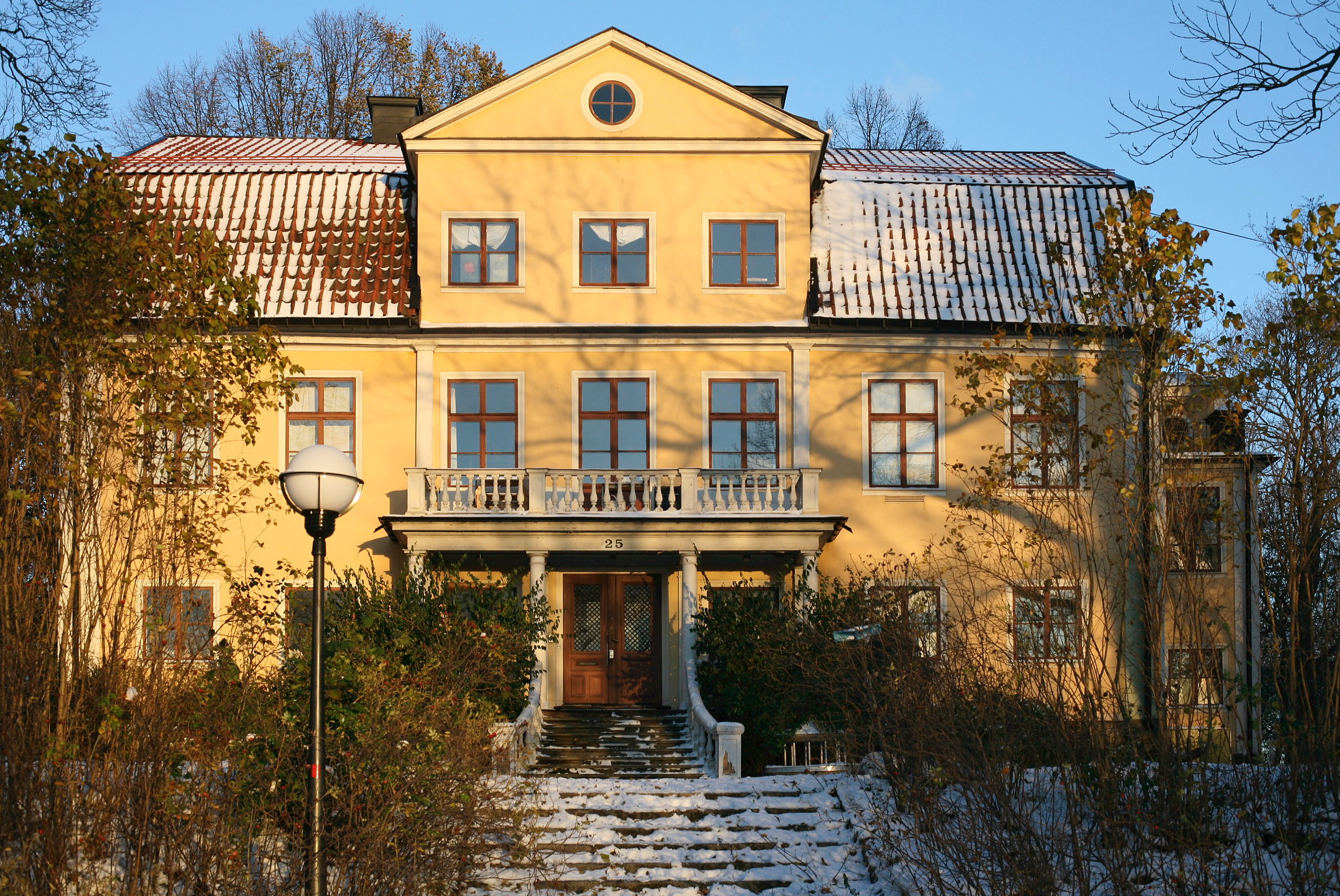
Az egykori birtok főépülete

Enskede Gård Stockholm déli részének (Söderort) egyik városrésze. Enskede-Årsta kerülethez tartozik, Johanneshov, Gamla Enskede, Enskedefältet és Årsta városrészekkel határos.
Az Enskede Gård név (svédül: Enskede birtok) a területen egykor működő gazdaságra utal, melynek első említése 1392-ből származik, és amelynek főépülete továbbra is áll az Enskede Gårdsväg 25. szám alatt.
A területet 1904-ben vásárolta meg Stockholm városa, az 1910-es években kezdték el beépíteni. Az ebben az időben emelt épületek a Lindevägen-en találhatóak, a városrészt ekkor Nya Enskedének (Új Enskede) nevezték.
A kiépítés folytatódott az 1920-as években. A városrész túlnyomórészt kis családi házakból áll.
A városrésznek közel 2800 lakosa van.